# سیارک ۸۷۳۰
سیارک ۸۷۳۰ (به انگلیسی: 8730 Iidesan، نامگذاری:1996VT30) هشت هزار و هفتصد و سیمین سیارک کشف شده‌است که در ۱۰ نوامبر ۱۹۹۶ کشف شد.
قدر مطلق سیارک برابر ۱۴٫۰۰ است.